# Matt Reoch
Matthew Reoch (* 25. Februar 1983 auf Gibraltar) ist ein gibraltarischer Fußballspieler.

## Karriere

### Im Verein
Reoch, von Beruf Sportlehrer, spielt seit 2006 für Manchester United und erreichte in dieser Zeit einmal das Pokalfinale, welches man jedoch im Sommer 2013 gegen den St Joseph’s FC verlor.

### International
Reoch spielte sein einziges offizielles FIFA A-Länderspiel für die gibraltarische Fußballnationalmannschaft am 5. März 2014 gegen die Estland. Zuvor bestritt er bereits seit 2007 mehrere nicht offizielle FIFA-Länderspiele für Gibraltar. Er nahm 2011 für Gibraltar an den Island Games auf der Isle of Wight teil.